# 提摩西·許密特
提摩西·布魯斯·許密特（英語：Timothy Bruce Schmit，1947年10月30日—）通常被稱為提摩西·許密特（Timothy B. Schmit），美國音樂家、歌手和詞曲作者。他恰巧兩次都接替蘭迪·邁斯納成為帕可樂團與老鷹樂團的貝斯手和主唱，在1969年接替蘭迪·邁斯納成為Poco樂團的貝斯手和主唱，並且於1977年同樣在蘭迪·邁斯納離開後接替成為老鷹樂團的貝斯手和主唱之一。許密特在數十年來也擔任錄音室會議音樂家和獨唱藝術家。1998年，以老鷹樂團的團員入選搖滾名人堂。。2012年5月，許密特和格倫·弗雷、唐·亨利、喬·沃爾什一起獲得伯克利音樂學院榮譽博士學位。

## 外部連結
- 官方网站